# Музеј Старе Херцеговине
Музеј Старе Херцеговине је музеј у Фочи, који постоји од 1956. године. Садржи пет сталних поставки. Музеј је смјештен у згради некадашњег хотела „Герстл“ на Тргу краља Петра у Фочи.

## Историјат
Музеј Старе Херцеговине основан је 1956. године. Смјештен је у згради некадашњег Хотела „Герстл“ изграђеног 1906. године, који је срушен током Другог свијетског рата. На истом мјесту поново је изграђен Хотел „Вучево“, који је касније адаптиран за потребе музеолошке дјелатности. У оквиру Музеја од 2014. године дјелује и Градско народно позориште Фоча.

## Музејске поставке
Музеј посједује богат музејски фонд и има пет сталних поставки. У галерији музеја излажу се гостујуће изложбе различите тематике.

### Поставка Др Ристо Јеремић
Поставка Др Ристо Јеремић је једна од сталних поставки Музеја Старе Херцеговине. Др Ристо Јеремић је један од иницијатора и оснивача Српског културног и просвјетног друштва „Просвјета”, а потом предсједник њеног Главног одбора. Медицински факултет завршио је у Грацу и био је први Фочанин који је имао високо стручно образовање, а затим и први домаћи хирург на подручју ондашње БиХ. Аутор је петнаест књига и више од седамдесет научних и стручних радова из различитих области. Био је директор Државне болнице у Сарајеву, почасни доктор Београдског Универзитета и академик.

### Поставка Фоча у прошлости
Изложба „Фоча у прошлости” омогућава посјетиоцима да се упознају са богатом прошлоћу Фочанског подручја. Хронолошки обухвата период од старог до средине XX вијека. Поставка садржи бројне предмете и фотографије који осликавају различите периоде и угледне личности из прошлости Фоче. Посебно пажњу привлаче експонати из античког периода, као што су оружја, оруђа и грнчарије, средњовијековна копља, мачеви и буздовани, а из османског периода занатски украшено и израђено оружје. У оквиру изложбе може се видјети и нумизматичка збирка, која садржи различите валуте које су кориштене у фочанском крају.

### Поставка Фочански период НОБ-а
Приказује фочански период Ноба-а од 20. јануара до 10. маја 1942. године, када је Фоча била центар шире партизанске слободне територије. У Фочи је тада боравио ЦК КПЈ и Врховни штаб на челу са Титом. Врши се организација војне, политичке и позадинске структуре НОВЈ. У исто вријеме врши се прихват и пружа љекарска помоћ промрзлим партизанима, учесницима Игманског марша. За то вријеме Моше Пијаде пише „Фочанске прописе“ који постају основа будуће социјалистичке Југославије.

### Етнографска поставка
Етнографска поставка обухвата намјештај, покућство и фрагменте народне ношње, настале током прошлих времена који нису у употреби, а осликавају начин живљења становништва фочанског подручја у прошлости. Изложени предмети дочаравају ентеријер сеоске и варошке куће са почетка XX вијека, а могу се видјети и аутентично украшени занатски производи.

### Спомен соба
Спомен соба палим борцима и цивилним жртвама Одбрамбено-отаџбинског рата. Поставку је припремила Борачка организација Општине Фоча и привремено је смјештена у просторијама Музеја. У спомен соби се чува успомена на 642 погинула припадника војске Републике Српске, као и на невино страдале цивиле са подручја фочанске општине. Поставка садржи фотографије, документе и предмете из периода грађанског рата 1992 — 1995. године. Значајан дио поставке посвећен је злочину који се догодио у селу Јошаница 19. децембра1992. године када је од стране припадинка Армије БиХ на бруталан начин убијено 55 српских бораца и цивила, међу којима је велики број жена и дјеце. Један дио поставке показује разарања општине током НАТО агресије на Републику Српску 1995. године.